# Steve Miller (Keyboarder)
Steve Miller (* 19. Dezember 1943; † 9. Dezember 1998 in London) war ein britischer Pianist der Fusion- und neuen Improvisationsmusik.

## Leben und Wirken
Miller, der ältere Bruder des Gitarristen Phil Miller, begann seine musikalische Karriere in den frühen 1960er Jahren, als er in verschiedenen Bluesgruppen spielte und auch amerikanische Musiker begleitete. 1966 gründete er mit seinem Bruder, dem Bassisten Jack Monk und dem Schlagzeuger Pip Pyle die Canterbury-Band Delivery, in der er Keyboard spielte und sang. Die Gruppe erweiterte sich 1968 mit dem Saxophonisten Lol Coxhill zum Quintett; Monk wurde durch Roy Babbington ersetzt. 1970 begleitete die Band die Sängerin Carol Grimes. In jener Zeit gastierte Miller auch auf Alben von Alexis Korner, John Dummer, Daddy Longlegs und Free.
1971 bildete er gemeinsam mit seinem Bruder, der Folkrock-Sängerin Judy Dyble (die zuvor bei Fairport Convention sang) und Coxhill für einige Monate das Projekt DC & the MBs („Dyble-Coxhill & die Miller Brothers“), stieg dann aber bei Caravan ein, wo er am Album Waterloo Lily (1972) beteiligt war. Gemeinsam mit Richard Sinclair, Coxhill, Pile und seinem Bruder Phil trat er Mitte 1972 kurzfristig wieder als Delivery auf, um dann die Band Hatfield and the North zu gründen. Daneben trat wiederum mit Delivery auf, legte aber auch zwei Duoalben mit Coxhill vor. Mit Laurie Allan und Jack Monk bildete er zeitweilig ein Trio, arbeitete dann jedoch längere Zeit als Handwerker. 1980 war er an dem legendären Album Miniatures, das Morgan Fisher zusammenstellte, mit einer Klavierimprovisation beteiligt. 1985 arbeitete er im Duo mit Bassist Mark Hewins, um dann ein Improvisationstrio mit dem Bassisten Tony Moore und dem Schlagzeuger Eddie Prévost zu bilden, das Alben im Quartett mit Coxhill und später mit Elton Dean veröffentlichte. Dann trat er im Trio mit seinem Bruder und Mark Hewins auf.
Nach einer Krebserkrankung Millers wurde im Juni 1998 ein Benefizkonzert organisiert, in dem er sowohl mit Delivery als auch mit einem jazzorientierten Quartett (zu dem neben Hewins und Elton Dean Fred T. Baker gehörte) auftrat. Sein Bruder widmete ihm nicht nur sein nächstes Album, Out of the Blue, sondern veröffentlichte postum auch zwei weitere Alben mit Millers Aufnahmen.

## Diskographische Hinweise
- Coxhill/Miller The Story so Far.../Oh Really? (Caroline 1974, erweitert als Doppel-CD bei Cuneiform Records 2007)
- Steve Miller Trio & Lol Coxhill, Miller's Tale (Matchless Records 1986, mit Tony Moore, Eddie Prévost)
- It's Out There (Crescent Records 2003; rec. 1998, mit Hag, Nick Biggins bzw. Steve Ash, Paul Dufour, Philippe Janoyer)
- See Hear – Piano Solos (Crescent Records 2003; rec. 1996–1997)
- Steve Miller Trio Meets Elton Dean (Reel Music 2008, mit Tony Moore, Eddie Prévost, rec. 1976–1985)